# Denis Waitley
Denis E. Waitley (6 de junio de 1933-7 de junio de 2025) fue un escritor de libros de autoayuda y hombre de negocios estadounidense. Ha sido reconocido como el autor más vendido de la serie de audio,  The Psychology of Winning y libros como Seeds of Greatness y The Winner's Edge. Waitley ha sido incluido en el Salón de la Fama de Oradores Internacionales. 

## Vida temprana y educación
Waitley nació en San Diego, California. Su madre era obrera y su padre trabajaba en un almacén, después de haber servido durante la Segunda Guerra Mundial. Los padres de Waitley se divorciaron cuando él tenía diez años y, a partir de entonces, tuvo poco contacto con su padre. Asistió a la Academia Naval de los Estados Unidos en Annapolis y se convirtió en aviador naval después de graduarse. Waitley recibió una licenciatura en Ciencias de la Academia Naval. [ cita requerida ]

## Carrera
Después de dejar la marina, Waitley se convirtió en representante de relaciones públicas financieras de una empresa de electrónica. Más tarde, Jonas Salk le ofreció un trabajo para recaudar fondos en el Instituto Salk de Estudios Biológicos.   En 1976, Waitley grabó parte de la cinta de audio que se convertiría en The Psychology of Winningen una iglesia local. Lanzó el programa de audio en 1978, que ha vendido más de 2 millones de copias y ha generado 100 millones de dólares en ventas. 
Durante los años 1980 y 2000, Waitley publicó más de 15 libros, como Seeds of Greatness, The Winner's Edge y Empires of the Mind. En 2007, Waitley anunció su retiro de la junta directiva de Usana después de que Usana descubriera que, contrariamente a sus afirmaciones, Waitley no tenía un título de posgrado de la Marina de los EE. UU. y que las credenciales de doctorado de Waitley tampoco eran verificables. 
Waitley también fue miembro fundador del Consejo Nacional para la Autoestima y ex presidente de psicología del Consejo de Medicina Deportiva del Comité Olímpico de Estados Unidos.